# Публий Аквилий
Публий Аквилий (на латински: Publius Aquillius) е политик на Римската република през 3 век пр.н.е. по време на Втората пуническа война. Произлиза от фамилията Аквилии.
През 211 пр.н.е. той е народен трибун заедно с Гай Семпроний Блез и Гай Сервилий Гемин по времето на консулата на Гней Фулвий Центумал Максим и Публий Сулпиций Галба Максим. Тази година Ханибал напада изненадващо град Рим.